# Sam Simon
Vous lisez un « bon article » labellisé en 2016.
Pour les articles homonymes, voir Simon.
Sam Simon, né le 6 juin 1955 à Los Angeles (Californie) et mort le 8 mars 2015 dans la même ville, est un scénariste, producteur, réalisateur et animateur américain, particulièrement connu pour avoir participé à la création de la série télévisée d'animation Les Simpson. C'est également un joueur de poker, manager de boxe, défenseur des droits des animaux et philanthrope.
Lorsqu'il étudie à l'université Stanford, Sam Simon travaille en tant qu'auteur de bande dessinée pour le journal de l'université. Après l'obtention de son diplôme, il devient artiste de storyboard pour les studios Filmation. Dans la foulée, il écrit un scénario pour la série Taxi, dont il deviendra plus tard le show runner. Pendant les années suivantes, Sam Simon est producteur et scénariste de Cheers, de It's Garry Shandling's Show et d'autres programmes. Il scénarise également le film Le Proprio sorti en 1991.
En 1989, Sam Simon développe la série animée Les Simpson avec Matt Groening et James L. Brooks. Il réunit la première équipe de scénaristes de la série et travaille sur le scénario de huit épisodes. Son travail sur Les Simpson est jugé à l'origine du « développement de la sensibilité » de la série. Toutefois, les relations entre Sam Simon et Matt Groening sont tendues et Sam Simon quitte la série en 1993, après avoir négocié des indemnités élevées. L'année suivante, en compagnie de George Carlin, Sam Simon crée The George Carlin Show, avant de travailler plus tard en tant que réalisateur d'émissions telles que le Drew Carey Show. Au total, Sam Simon a gagné neuf Emmy Awards pour son travail télévisuel.
Dans ses dernières années Sam Simon se tient loin des écrans de télévision. Il intervient régulièrement dans les émissions radiophoniques de Howard Stern et manage le boxeur Lamon Brewster jusqu'à le mener à la victoire au championnat du monde poids lourds de la World Boxing Organization en 2004. Il joue régulièrement au poker, terminant à six reprises dans les places payées des World Series of Poker. Il crée également la Sam Simon Fondation, qui sauve et dresse des chiens errants, et finance le quatrième navire de la Sea Shepherd Conservation Society. Après avoir été marié deux fois, avec l'actrice Jennifer Tilly et la playmate Jami Ferrell, il se fiance peu avant son décès avec la maquilleuse Kate Porter.
En 2012, Sam Simon est atteint d'un cancer colorectal en phase terminale. Il décide alors de léguer sa fortune de 100 millions de dollars à divers organismes de bienfaisance qu'il a soutenus durant sa vie et meurt trois ans plus tard, le 8 mars 2015, à l'âge de 59 ans.

## Biographie

### Jeunesse et formation
Samuel Michael Simon naît le 6 juin 1955 à Los Angeles. Il grandit à Beverly Hills et à Malibu,,. L'une de ses résidences se situe en face de celle de Groucho Marx. Le père de Sam Simon est un fabricant de vêtement bas de gamme d'origine juive estonienne,. La jeunesse de Sam Simon est qualifiée de « confortable » et « privilégiée »,. Bien que ses parents désirent le voir devenir avocat, Sam Simon s'intéresse dès son plus jeune âge à l'art, apparaissant à cinq ans dans des programmes télévisés locaux consacrés à l'art,. Un jour, il rencontre Walt Disney qui lui dit qu'il travaillera sûrement dans son studio plus tard.
Il fréquente le lycée de Beverly Hills, dans lequel il fait partie de l'équipe de football américain et tient le poste de cartooniste pour le journal du lycée,. Sur son album de promotion, il obtient les récompenses du « plus humoristique » et du « plus talentueux ». Sam Simon ne veut initialement pas aller à l'université, mais en raison de ses bonnes notes et de ses performances au football, l'université Stanford le persuade de continuer son cursus chez eux. Il rejoint l'établissement (dont il sort diplômé en 1977,) et quitte toutefois l'équipe de football le lendemain de la rentrée. Sam Simon dessine des bandes dessinées pour le journal de l'université, mais se voit refuser l'accès à la classe de dessin, car il n'est pas jugé assez talentueux,. Selon le magazine des anciens élèves de Stanford, il lui a été dit : « vous prendriez la place d'un élève qui a du talent ». Sam Simon est diplômé en psychologie, mais ne se concentre pas sur ses études,.

### Carrière

#### Débuts
Pendant sa scolarité à l'université Stanford, Sam Simon réalise des bandes dessinées de sport pour le San Francisco Chronicle et le San Francisco Examiner. Après l'obtention de son diplôme, il travaille comme artiste de storyboard pour la télévision, puis comme scénariste aux studios Filmation. Il y travaille sur plusieurs séries télévisées d'animation, comme The New Adventures of Mighty Mouse and Heckle and Jeckle ou T'as l'bonjour d'Albert,,,. Selon Sam Simon, cette expérience à Filmation améliore son travail car il y est « autodidacte et libre d'apprendre », mais il pense que la majorité de ce que produit le studio est « horrible »,. Sur la suggestion du producteur de Filmation Lou Scheimer, Sam Simon propose un scénario pour la série Taxi, qui est produit et diffusé en 1981, lors de la troisième saison. Il est par la suite embauché comme scénariste et devient show runner de la cinquième et dernière saison de la série, diffusée en 1983,,,,,. Ensuite, il travaille comme scénariste et producteur pour Cheers de la première à la troisième saison, écrivant le scénario de cinq épisodes : Passage à vide, L'Ex de Carla, Un vrai conte de fées, Adieu Cheers ! et La Nouvelle Serveuse. Par la suite, Sam Simon crée, scénarise et produit la shortcom Shaping Up en 1984 aux côtés de Ken Estin. Diffusée sur ABC, elle dure cinq épisodes, avec Leslie Nielsen dans le rôle du propriétaire d'un club de gym,,. Sam Simon produit et écrit également des scénarios pour les séries Best of the West (1981), Barney Miller (1982) et It's Garry Shandling's Show (1987 à 1988),,. Il écrit aussi le seul scénario de film de sa carrière, Le Proprio, sorti en 1991.

#### Les Simpson

##### Développement
« Au début j'étais sceptique sur le fait que ça pourrait marcher, mais je n'étais pas sceptique sur le fait que ce serait bien. J'espérais que mes amis aimeraient les treize premiers épisodes. C'est une bonne leçon, n'est-ce pas ? Si vous faites quelque chose en essayant de faire rire vos amis et dont vous pouvez être fier, vous pouvez aussi avoir du succès. »

— Sam Simon à propos de son travail sur Les Simpson.

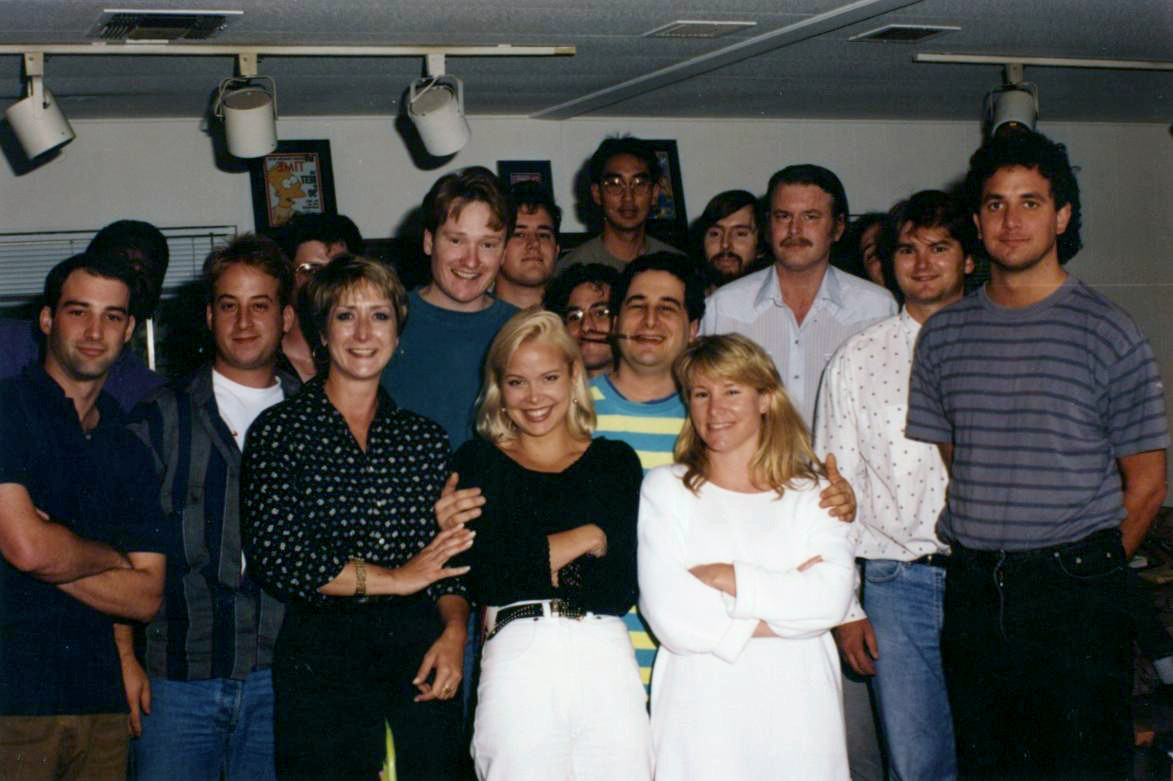
L'équipe originelle de scénaristes des Simpson.

Avec Matt Groening et James L. Brooks, Sam Simon développe la série télévisée d'animation Les Simpson, diffusée pour la première fois sur le réseau de la Fox en 1989,. La série est souvent considérée comme l'une des plus grandes séries télévisées de tous les temps, le magazine Time, la nommant « meilleure série du XXe siècle ». Les Simpson est à l'origine une série de courts métrages diffusés en 1987 pendant le Tracey Ullman Show, pour lequel Sam Simon tient le rôle de scénariste et producteur exécutif en compagnie de James L. Brooks, avec qui il a déjà travaillé sur Taxi. Les courts métrages sont développés en série à part entière deux ans plus tard. Pour Les Simpson, Sam Simon est, avec Matt Groening, créateur de la série et des cinq personnages principaux, et avec James L. Brooks producteur exécutif et show runner pour les première et deuxième saisons,. Il est aussi directeur créatif des quatre premières saisons. Il assemble et dirige l'équipe originelle de scénaristes, composée de John Swartzwelder, Jon Vitti, George Meyer, Jeff Martin, Al Jean, Mike Reiss, Jay Kogen et Wallace Wolodarsky,,. La scénariste et dessinatrice américaine Mimi Pond, qui a écrit le premier épisode diffusé Noël mortel, explique qu'elle n'était pas autorisée à rejoindre définitivement la série parce que Sam Simon gardait délibérément les femmes hors de l'équipe de rédaction.
Le travail de Sam Simon est souvent salué pour avoir « développé la sensibilité de la série ». L'ancien réalisateur des Simpson, Brad Bird, le décrit comme « le héros méconnu » de la série et Jon Vitti déclare qu'« abandonner Sam Simon » c'est comme « abandonner l'ordre » dans la série, car il « est l'homme parfait pour le rôle » de manager,. Le scénariste Ken Levine pense que Sam Simon est « la véritable force créative derrière Les Simpson… Le ton, la narration, le niveau d'humour, c'est ce qui a été développé sur les conseils de Sam Simon ». Il ajoute que Sam Simon « apporte un niveau d'honnêteté aux personnages » et les rend « tri-dimensionnels », complétant en disant que « l'humour de Sam Simon concerne les personnages dans leur entièreté et n'est pas seulement une succession de gags. Dans Les Simpson, les personnages sont mus par leurs émotions et leurs faiblesses. "Ce à quoi ils pensent ?" c'est la contribution de Sam. Les histoires proviennent des personnages ». Sam Simon conçoit une grande partie du monde de Springfield et dessine les modèles de nombreux personnages récurrents de la série, comme M. Burns, Dr Hibbert, Chef Wiggum et Eddie et Lou, tout comme des rôles de guest stars comme Murphy Gencives Sanglantes,,,. L'une de ses plus importantes contributions au développement des caractéristiques d'un personnage est sa proposition de rendre discrètement homosexuel Waylon Smithers, dont la sexualité est un des gags récurrents les plus anciens de la série. Sam Simon voit dans Les Simpson une possibilité de corriger « ce qu['il] n'aime pas dans les dessins animés du samedi matin sur lesquels [il a] travaillé. [Il] désire que tous les acteurs enregistrent leurs voix ensemble dans la même pièce et non séparément. La série Les Simpson pourrait être une émission de radio. Si vous n'écoutez que la bande-son, cela fonctionne ».

##### Travail de scénariste
Les Simpson utilise un procédé de réécriture de scénarios par l'équipe entière de scénaristes. Cela signifie que le scénariste crédité au générique d'un épisode n'est pas forcément responsable de la majorité du contenu de celui-ci. Néanmoins, Sam Simon est crédité comme coscénariste des épisodes de la première saison Bart a perdu la tête, L'Espion qui venait de chez moi et Une soirée d'enfer,,. Une soirée d'enfer devait être le premier épisode de la saison mais il fut retardé à cause de la médiocrité de son animation.
Sam Simon adapte le poème d'Edgar Allan Poe, Le Corbeau pour la troisième partie de l'épisode de la deuxième saison, Simpson's Horror Show. Matt Groening redoute la réception de cet épisode car il ne contient pas beaucoup de gags, et il pense qu'il s'agit de la « pire et plus prétentieuse chose qu'ils n'ont jamais faite » pour la série. Finalement, ce segment est souvent loué comme la meilleure histoire des épisodes Horror Show de la série. Ryan J. Budke de TV Squad décrit ce segment comme « l'une des références culturelles les plus raffinées des Simpson » et sait que « les gens considèrent cela comme le point leur permettant de comprendre que Les Simpson peut être à la fois extrêmement hilarant et extrêmement intelligent ». Sam Simon coscénarise l'épisode Sous le signe du poisson avec John Swartzwelder, un épisode décrit par Tom Shales du Washington Post comme une « satire politique qui tape dans le mille »,. Il contribue également au scénario du dernier épisode de la deuxième saison, Il était une fois Homer et Marge, avec Al Jean et Mike Reiss. Alors que Mike Reiss et Al Jean sont promus show runners, Sam Simon reste dans l'équipe de scénaristes pour les troisième et quatrième saisons.
Pour la troisième saison, il coscénarise l'épisode Simpson Horror Show II et conçoit l'histoire de l'épisode sur Tahiti Bob, La Veuve noire, les deux en compagnie de l'auteur de roman policier Thomas Chastain, espérant pouvoir construire une histoire vraiment mystérieuse,. Sam Simon contribue aussi substantiellement à l'épisode Mon pote Michael Jackson, suggère à John Swartzwelder d'écrire l'épisode Homer la foudre et propose la séquence du Pays du chocolat dans l'épisode Burns Verkaufen der Kraftwerk,,. Le dernier épisode pour lequel Sam Simon contribue est le segment Dial "Z" for Zombies du Simpson Horror Show III.

##### Départ

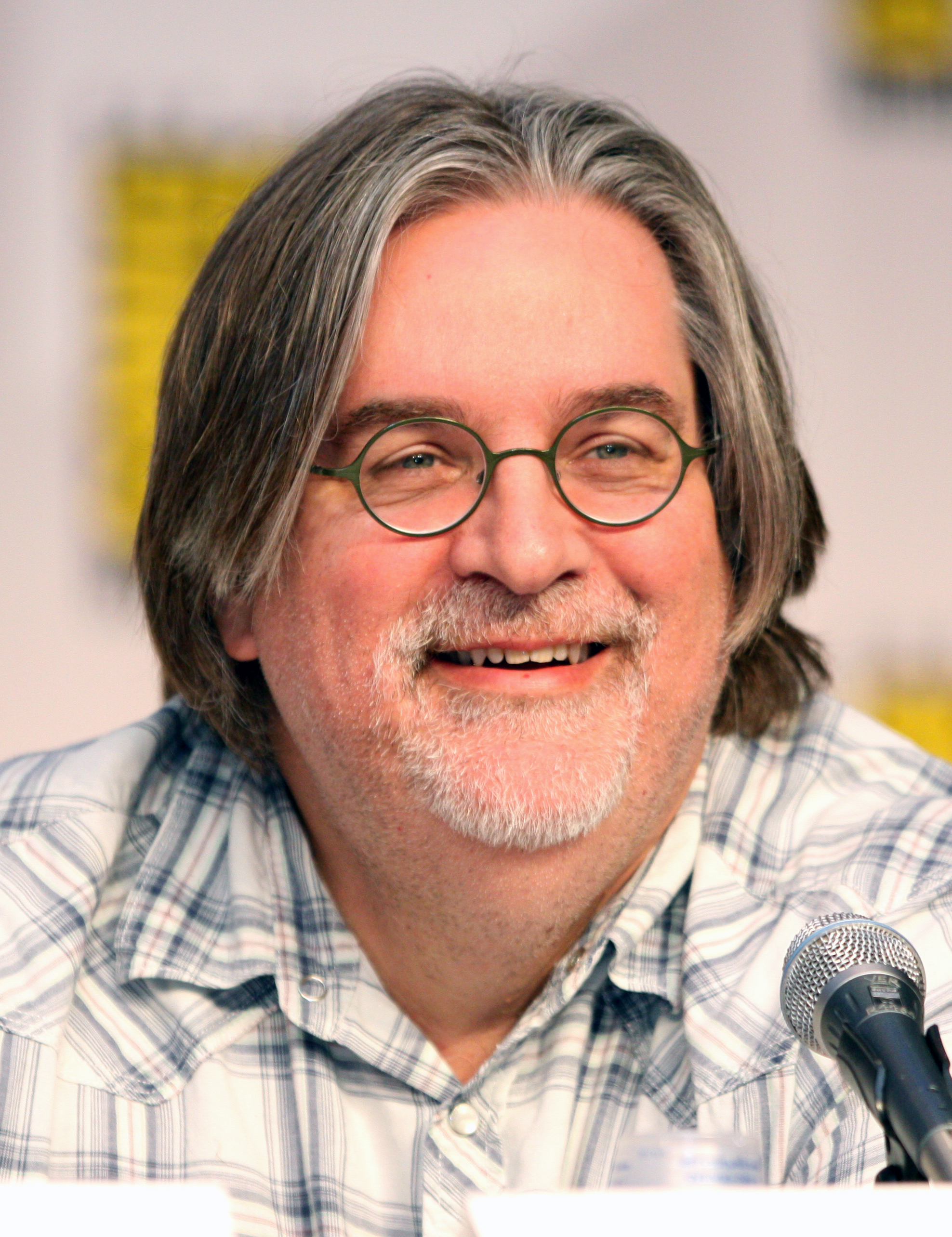
Matt Groening, créateur de la série et collaborateur de Sam Simon avec lequel les relations sont devenues très conflictuelles.

Bien qu'au début Sam Simon et Matt Groening travaillent très bien ensemble, leur relation devient, selon Matt Groening, « très conflictuelle »,. Sam Simon ne s'est jamais attendu au succès de la série, disant régulièrement à l'équipe : « Treize et dehors ! », signifiant que la série serait annulée après les treize épisodes de la première saison. Il offre donc à l'équipe toute la liberté de création, quelle que soit l'opinion du réseau ou du public, parce qu'il pense que la série serait de toute façon annulée,,. En 2009, il déclare : « Vraiment, je disais ça pour relâcher la pression pour tout le monde. Je disais simplement : faisons nous plaisir et faisons treize épisodes qui soient vraiment bons et drôles ». Cependant, Matt Groening interprète cette phrase comme un manque d'engagement de la part de Sam Simon, qui selon lui n'accordait pas d'importance à la réussite de la série car sa carrière y survivrait, contrairement à celle de Matt Groening,. En 2001, Matt Groening décrit Sam Simon comme « brillamment drôle et l'un des scénaristes les plus intelligents avec lequel [il] a travaillé, bien qu'il soit désagréable et mentalement déséquilibré ». Selon l'ouvrage de John Ortved, The Simpsons: An Uncensored, Unauthorized History, lorsque l'émission devient un succès, Sam Simon n'apprécie pas l'attention reçue par Matt Groening de la part des médias, en particulier les éloges sur l'écriture de la série. Il pense que la contribution de Matt Groening est limitée et que c'est lui qui devrait recevoir cette reconnaissance pour la série. Plus tard, Sam Simon louera cependant l'influence de Matt Groening, particulièrement sur le ton positif de la série.
À l'instar de Matt Groening, Sam Simon est souvent en désaccord avec James L. Brooks et la société de production Gracie Films,. Il crée cependant avec lui les séries Sibs et Madame et ses filles,, bien qu'il refuse ensuite de continuer à travailler dessus. Ces deux séries sont mal accueillies par les critiques, et leur annulation rapide rend tendue la relation entre les deux collègues,,,,.
Sam Simon quitte Gracie Films et Les Simpson en 1993,, après avoir déclaré qu'il « n'en profite plus », souhaitant poursuivre d'autres projets. Il ajoute : « Toute série pour laquelle je travaille fait de moi un monstre. Je deviens fou. Je me déteste »,. Avant de partir, il négocie un contrat lui permettant de recevoir une part des recettes de la série chaque année, particulièrement sur les produits dérivés, et d'être crédité comme producteur délégué même s'il ne travaille désormais plus sur la série,,. Ce contrat lui permet de toucher plus de dix millions de dollars par an. Il déclarera plus tard au Stanford Magazine que le chiffre plus exact serait « des dizaines de millions » de dollars. Sam Simon ajoute : « Quand j'y étais, je pensais être sous-payé. Je pensais également que je ne recevais pas assez de crédit pour mon travail. Maintenant, je pense tout le contraire. Je reçois trop de crédit pour cela et la quantité d'argent est ridicule ».

#### AprèsLes Simpson
En janvier 1994, Sam Simon crée avec George Carlin la série The George Carlin Show pour la Fox, diffusée pendant vingt-sept épisodes avant d'être annulée en décembre 1995. Sam Simon y tient la place de show runner et réalise plusieurs épisodes,. Sam Simon persuade George Carlin de faire la série après lui avoir dit qu'il ne s'agirait pas d'une série « traditionnelle ». Il conçoit la série comme étant la représentation de ce que serait la vie de George Carlin s'il n'était jamais devenu comédien, et Carlin y tient le rôle d'un conducteur de taxi new-yorkais alcoolique. Sam Simon explique : « Lorsque je travaillais sur Les Simpson, les gens ne voyaient pas à quel point c'était intelligent à cause des passages faibles. C'est un peu la même chose sur cette série. Les gens qui l'apprécient disent qu'elle est chic, ils ne voient pas comment elle est vulgaire ». Carlin parle négativement de sa relation avec Sam Simon : « Il faut toujours vérifier la santé mentale de son partenaire créatif au préalable. J'ai adoré les acteurs et l'équipe de tournage. Nous avons eu de très bons moments. Je n'avais qu'une envie : foutre le camp de là ». Dans son dernier livre publié à titre posthume, Last Words, George Carline déclare : « J'ai passé de très bons moments. Je n'ai jamais ri autant, aussi souvent et de façon aussi intense qu'avec les membres de la distribution Alex Rocco, Chris Rich et Tony Starke. Il y avait sur le tournage un très étrange et très bon sens de l'humour… Le plus gros problème, cependant, était que Sam Simon était une putain d'horrible personne à fréquenter. Il était très, très drôle, extrêmement brillant et lumineux, mais il était également une personne malheureuse qui traitait les autres avec mépris ». Sam Simon se décrit lui-même comme un « combattant » et ajoute que beaucoup de gens pensent qu'il a une « mauvaise attitude ».
Dans la fin des années 1990, Sam Simon travaille principalement comme réalisateur. En 1997, il réalise un épisode de l'adaptation américaine du sitcom Men Behaving Badly et l'épisode de la troisième saison de Friends, Celui qui était laissé pour compte,. Il réalise également plusieurs épisodes pour les séries The Norm Show et The Michael Richards Show. Entre 1998 et 2003, il travaille comme producteur consultant et réalisateur pour Le Drew Carey Show, réalisant le dernier épisode de la série,. En 1996, il est également consultant créatif pour Bless This House,.
De 1999 au début des années 2000, Sam Simon est président d'e-Nexus Studios, l'ancienne branche de contenu de divertissement de ZeniMax Media, société mère de l'éditeur de jeux vidéo Bethesda Softworks,. Après la fermeture d'E-Nexus, il devient président du groupe créatif de ZeniMax Productions, une autre filiale de ZeniMax.
Après avoir quitté Les Simpson et The George Carlin Show, Sam Simon cherche à trouver une « vie en dehors de la télévision » car cela le « rend fou », bien qu'il déclare aussi : « dans un certain sens, c'est le meilleur travail au monde. Vous faites un produit qui est tout de suite livré et dont la seule action est de faire sourire les gens. Personne n'est blessé, il n'y a pas de dégâts et vous pouvez devenir follement riche ». S'il continue de travailler dans les médias, en contribuant fréquemment en tant que scénariste et participant aux émissions radiophoniques d'Howard Stern,,, Sam Simon cesse de travailler à plein temps à la télévision. Il scénarise et réalise la sitcom radiophonique The Half Bitter pour la chaîne d'Howard Stern, Howard 101, en 2006,, puis a sa propre émission sur Radioio,,. En 2012, une demi-journée par semaine, il retourne à la production télévisuelle en tant que consultant et réalisateur pour la série Anger Management,.

### Autres activités

#### Vie caritative
Sam Simon est un ardent défenseur des droits des animaux. À partir de 2002, il finance la Sam Simon Foundation, au prix annuel de plusieurs millions de dollars. La fondation est consacrée au sauvetage et à la reconversion de chiens errants qui autrement auraient été euthanasiés. Un épisode de l'émission 60 Minutes diffusé en mars 2007 décrit la fondation comme « le plus grandiose refuge pour chiens du pays, un cinq étoiles (240 m²) étalé sur Malibu, peut-être le bien immobilier le plus désirable de la planète. Là-bas, entre les cascades et les terrains biens entretenus, la Sam Simon Foundation donne aux chiens errants et abandonnés une nouvelle vie, littéralement ».

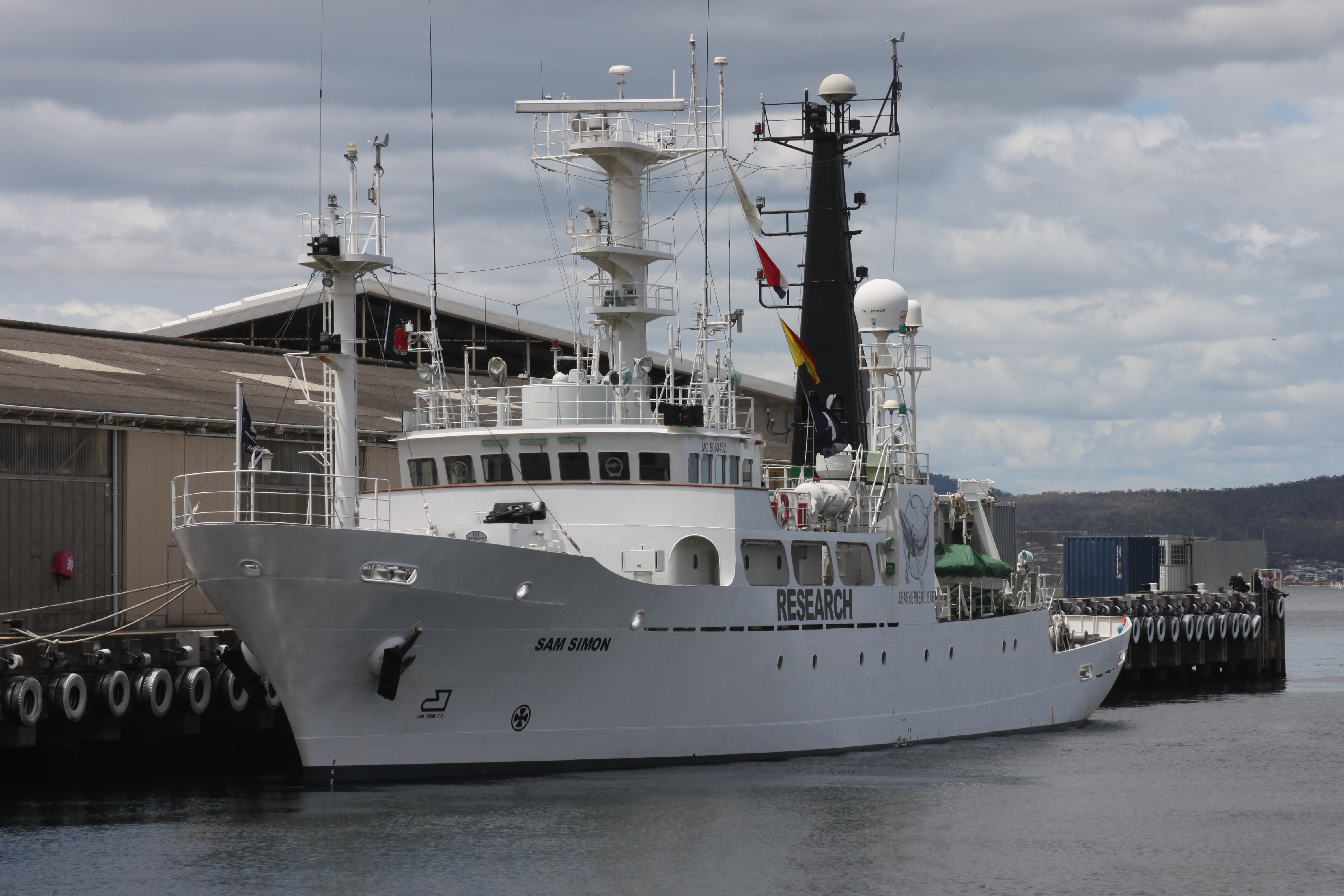
Le navire de la Sea Shepherd Conservation Society, le MY Sam Simon, financé par Sam Simon.

Comme Sam Simon l'explique, le but de la fondation est de « sauver des chiens » et de « les former pour être des chiens d'assistance, [pour aider] les personnes handicapées », principalement les sourds,. Elle offre également des stérilisations gratuites aux propriétaires d'animaux démunis, des opérations gratuites pour les chiens malades et un dressage pour apprendre aux chiens à aider les soldats de retour du combat en Irak et en Afghanistan à vaincre leur trouble de stress post-traumatique,,. Sam Simon déclare que l'argent qu'il utilise « est bien dépensé pour le plaisir qu'il [lui] offre ». Le programme d'entraînement des chiens a un taux de réussite de 20 %, car la plupart des chiens secourus « ont des problèmes physiques et psychologiques », mais ceux qui ne peuvent être dressés sont proposés à l'adoption. La fondation est à but non lucratif, n'accepte pas les dons publics, mais reçoit parfois des fonds du gouvernement fédéral grâce à un projet de loi écrit et adopté par le sénateur Al Franken.
En 2011, Sam Simon crée le programme Sam Simon Foundation Feeding Families, une banque alimentaire végétalienne qui fournit de la nourriture pour les personnes et leurs animaux dans le besoin. Le programme vient en aide à quelque quatre cents familles par jour,. Il fait don d'une somme non divulguée à la Sea Shepherd Conservation Society en 2012, afin d'acheter un nouveau navire pour leur flotte, le MY Sam Simon, qui est dévoilé en décembre 2012 à Hobart en Tasmanie,. Sam Simon est également membre du bureau de l'association Save the Children,. Il dirige aussi la plus grande collecte de fonds menée par PETA, qui lui offre la place de directeur honorifique et donne son nom au bâtiment de leur siège à Norfolk en Virginie,,. Sam Simon déclare que ses dons sont principalement dans le but d'aider les organismes de bienfaisance pour les animaux, par rapport aux autres causes humanitaires ou environnementales, parce qu'il estime que son « argent peut apporter le succès » avec des résultats visibles et immédiats. En 2011, il ajoute qu'il n'y a « rien qui apporte plus de plaisir » qu'aider les autres par l'intermédiaire de ses organismes de bienfaisance, et de donner la majeure partie de sa fortune,.

#### Boxe
« C'est plus qu'un passe-temps. Je prends mes responsabilités très au sérieux et je suis très impliqué émotionnellement dans les combats de Lamon. Les trois jours précédents un combat me semblent durer une heure ou deux. J'aime les réunions sur les règles, les conférences et traîner dans le hall de l'hôtel avec les combattants. Mais le soir d'un combat, lorsque nous arrivons dans le vestiaire, tout est au ralenti. Je me sens très tendu, d'une manière que rien d'autre ne peut atteindre, même pas mes propres matches de luttes et mes compétitions de gym. Je suis conscient que la carrière de Lamon est en jeu et qu'il risque sa vie à chaque fois qu'il pénètre sur le ring. »

— Sam Simon en 2004 à propos de son rôle de manager de Lamon Brewster.

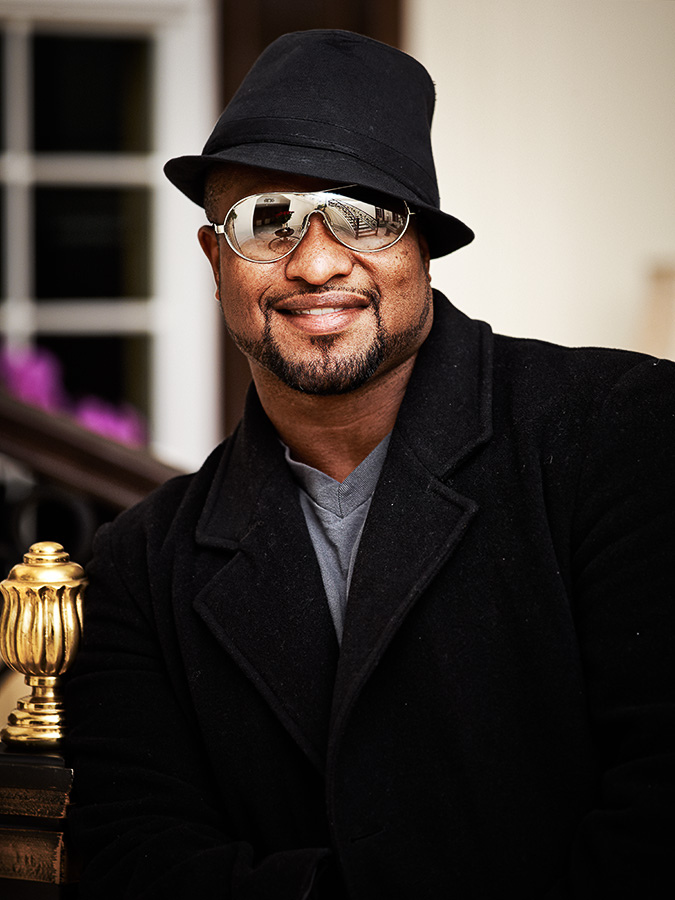
Sam Simon est le manager du boxeur Lamon Brewster pendant huit ans.

Sam Simon est un amateur de boxe depuis son enfance, assistant à des combats avec son grand-père, mais son intérêt grandit particulièrement après avoir vu le combat du championnat du monde poids lourds de 1990 entre Evander Holyfield et James Douglas,. Il décrit ce match comme lui ayant provoqué « le sentiment le plus électrisant » de sa vie,. Il commence alors à s'entraîner et remporte six combats amateurs sur neuf. Il est également candidat de réserve de l'émission de la Fox Celebrity Boxing.
Sam Simon est pendant huit ans le manager de Lamon Brewster, champion de la World Boxing Organization en catégorie poids lourd. Il rencontre le boxeur en 1997 et commence à s'occuper de lui, lui permettant d'atteindre le haut du classement de la WBO. Il considère le fait d'avoir mené Brewster à la victoire en avril 2004 contre Wladimir Klitschko, pour le titre de champion poids lourds de la WBO, comme un des plus grands moments de sa vie. Il déclare à ce propos : « Cela a éclipsé tout ce que j'avais pu accomplir lors de ma clinquante carrière de 26 ans dans le show-biz ». Avant le combat avec Klitschko, Simon calcule qu'il a dépensé plusieurs centaines de milliers de dollars dans le management de Brewster, lui payant un gros salaire en plus des frais de match, tout en le laissant profiter d'une de ses maisons sans qu'il paie de loyer et en ne prenant pour lui-même qu'environ 10 % des revenus des matches. Il déclare n'avoir jamais voulu que la boxe soit une « source de revenus importante ». Sam Simon arrête de s'impliquer dans la boxe peu de temps après le titre WBO de Brewster.

#### Poker
Sam Simon est un joueur régulier de poker, et particulièrement de Texas hold'em,,. Il est introduit au jeu dès son enfance par le biais de parties hebdomadaires dans sa famille et de voyages au casino avec son grand-père. Sam Simon ne se considère pas comme un joueur sérieux jusqu'à ce qu'une partie chez l'écrivain David Steinberg, avec plusieurs joueurs « académiques », l'encourage à étudier plus profondément le jeu et à participer à de nombreux tournois, même s'il décide de ne pas se professionnaliser.
Il participe aux World Series of Poker chaque année de 2007 à 2011, terminant à une place payée à six reprises. Au Main Event de 2007, il termine à la 329e place sur 6 358 joueurs, empochant 39 445 dollars. Il remporte également 35 493 dollars en terminant à la seizième place d'un tournoi secondaire de 1 048 joueurs. En 2008, il finit 41e à un tournoi secondaire de 706 joueurs en repartant avec 10 708 dollars. La même année, il termine à la 53e place d'un tournoi de 879 joueurs et gagne 10 692 dollars. En 2009, il remporte 24 066 dollars en terminant à la vingtième place du championnat mondial de Texas Hold'em Pot-Limit. Enfin, en 2011, il finit à la 500e place du championnat de Texas Hold'em No-Limit de 6 865 joueurs, remportant 23 876 dollars,. Il est également vainqueur d'un tournoi de 438 joueurs du Poker Open de Los Angeles 2009, avec un gain de 22 228 dollars,. Son gain le plus important est une victoire sur le tournoi Winnin O' The Green à Los Angeles en 2010, où il finit devant 1 082 joueurs et remporte 57 308 dollars.
Les nombreuses parties de poker privées que Sam Simon organise avec ses amis célèbres sont souvent décrites comme « bruyantes et très divertissantes ». Cette réputation conduit la chaîne Playboy TV à produire l'émission Sam's Game, dans laquelle Sam Simon tient le rôle d'hôte et de maître de cérémonie de parties de Texas Hold'em entre célébrités de Las Vegas,. Sam Simon est également producteur de l'émission. Il apparaît aussi dans un épisode de l'émission High Stakes Poker diffusé en 2009.

### Vie privée
Sam Simon est marié à l'actrice Jennifer Tilly de 1984 à 1991,,. Après leur séparation, ils restent en bons termes. En 2000, il épouse la playmate de Playboy Jami Ferrell et ils divorcent au bout de trois semaines,,. En 2011, il a une relation avec la chef et traiteur Jenna Stewart,. De 2012 à sa mort, il est en couple avec la maquilleuse Kate Porter.
À la fin de sa vie, Sam Simon vit à Pacific Palisades à Los Angeles, dans la maison Bailey, conçue par Richard Neutra. Lorsque son ancienne maison est détruite par un incendie en 2007, Sam Simon décide d'être plus respectueux de l'environnement en reconstruisant avec des matériaux recyclés et en utilisant des panneaux solaires pour combler l'ensemble de ses besoins énergétiques. Sa maison obtient ainsi la certification or du Leadership in Energy and Environmental Design.
Il possède en outre une grande collection d'art, qui compte notamment des peintures de Thomas Hart Benton et de John Singer Sargent ainsi qu'une des versions originales du Penseur d'Auguste Rodin. Il détient également une sculpture de Robert Graham et des œuvres d'Alberto Vargas, Gil Elvgren, Edward Ruscha et Richard Estes,.
Idéologiquement, il est végétarien et soutient le Parti démocrate.

### Maladie et décès
À la fin de l'année 2012, Sam Simon se voit diagnostiquer, avec retard, un cancer colorectal en phase terminale qui se métastase à d'autres organes, dont son foie et ses reins. Fin 2012, les médecins lui pronostiquent alors entre trois et six mois à vivre. La chimiothérapie réduit la taille de ses tumeurs pendant les six mois suivants,. Il profite de ce temps pour s'organiser afin que sa fortune soit laissée à divers organismes de bienfaisance, déclarant : « En vérité, j'ai plus d'argent que je n'en ai à dépenser. Tout le monde dans ma famille est pris en charge. Et je me réjouis de cela ». Sam Simon dépasse finalement le pronostic de vie annoncé : il décède dans sa maison à Los Angeles le 8 mars 2015 à l'âge de 59 ans,,. Ses cendres reposent au Westwood Village Memorial Park Cemetery à Los Angeles.
Quelque temps après sa mort, des polémiques éclatent à propos de la gestion de ses biens et de son potentiel manque de donations à des groupes qu'il a généreusement soutenus toute sa vie.

## Distinctions
Pendant toute sa carrière, Sam Simon remporte neuf Primetime Emmy Awards et reçoit dix autres nominations pour son travail. Pour The Tracey Ullman Show, il remporte l'Emmy Award de la meilleure série de variété, musicale ou comique en 1989 et celui du meilleur scénario pour une émission de divertissement en 1990. Il est également nommé dans la première catégorie en 1990 et pour la deuxième en 1987, 1988 et 1989.
Il reçoit l'Emmy Award du meilleur programme d'animation de moins d'une heure pour Les Simpson en 1990, 1991, 1995, 1997, 1998, 2000 et 2001 et il est nommé dans cette catégorie en 1990 (avec l'épisode Noël mortel qui est compté séparément), 1992, 1996, 1999 et 2002. Il est nommé dans la catégorie de la meilleure série télévisée comique pour Taxi en 1983 et pour Cheers en 1985 et dans la catégorie du meilleur scénario pour une série télévisée comique pour It's Garry Shandling's Show en 1988 et en 1990.
Il gagne également un Peabody Award en 1996 pour Les Simpson,. En 2013, Sam Simon est récompensé d'un Writers Guild of America Award d'honneur pour son travail dans le domaine du scénario de séries télévisées d'animation et, l'année suivante, il remporte un Valentine Davies Award pour son engagement humanitaire et philanthropique.

## Filmographie
Sauf mention contraire, les informations proviennent de l'IMDb.

### Scénariste

#### PourLes Simpson
| Année | Titre                            | Titre original                                        | Saison | Épisode | Réalisateur                               |
| ----- | -------------------------------- | ----------------------------------------------------- | ------ | ------- | ----------------------------------------- |
| 1990  | Bart a perdu la tête             | The Telltale Head                                     | 1      | 8       | Rich Moore                                |
| 1990  | L'Espion qui venait de chez moi  | The Crepes of Wrath                                   | 1      | 11      | Wes Archer et Milton Gray                 |
| 1990  | Une soirée d'enfer               | Some Enchanted Evening                                | 1      | 13      | David Silverman et Kent Butterworth       |
| 1990  | Simpson's Horror Show            | Treehouse of Horror                                   | 2      | 3       | Wes Archer, Rich Moore et David Silverman |
| 1990  | Sous le signe du poisson         | Two Cars in Every Garage and Three Eyes on Every Fish | 2      | 4       | Wes Archer                                |
| 1991  | Il était une fois Homer et Marge | The Way We Was                                        | 2      | 12      | David Silverman                           |
| 1991  | Simpson Horror Show II           | Treehouse of Horror II                                | 3      | 7       | Jim Reardon                               |
| 1992  | Simpson Horror Show III          | Treehouse of Horror III                               | 4      | 5       | Carlos Baeza                              |

Note : Sam Simon n'a écrit seul aucun épisode, tous ont été coécrits.

#### Autres
- 1979 : The New Adventures of Mighty Mouse and Heckle and Jeckle
- 1979 : T'as l'bonjour d'Albert (Fat Albert and the Cosby Kids) : 1 épisode
- 1981 : Best of the West : 1 épisode
- 1982 : Barney Miller : 1 épisode
- 1982-1983 : Taxi : 13 épisodes
- 1982-1985 : Cheers : 5 épisodes
- 1987-1988 : It's Garry Shandling's Show : 3 épisodes
- 1987-1990 : The Tracey Ullman Show : 5 épisodes
- 1991 : The Simpsons: Arcade Game
- 1991 : Sibs
- 1991 : Le Proprio (The Super)
- 1993-1994 : Madame et ses filles (Phenom) : 22 épisodes
- 1994 : Virtual Bart
- 1994-1995 : The George Carlin Show : 27 épisodes
- 2001 : House of Cards
- 2001 : Le Drew Carey Show : 2 épisodes
- 2001 : Rock and Roll Back to School Special
- 2009 : Sam's Game

### Producteur
- 1982-1983 : Taxi : 24 épisodes
- 1984-1985 : Cheers : 25 épisodes
- 1988-1990 : The Tracey Ullman Show : 45 épisodes
- 1989-2015 : Les Simpson : 581 épisodes
- 1990 : Do the Bartman
- 1994-1995 : The George Carlin Show : 22 épisodes
- 1997-2003 : Le Drew Carey Show : 110 épisodes
- 2000 : American Adventure
- 2001 : House of Cards
- 2001 : Rock & Roll Back to School Special
- 2008-2009 : Z Rock : 8 épisodes
- 2009 : Sam's Game

### Réalisateur
- 1994 : The George Carlin Show : 6 épisodes
- 1995-2003 : Le Drew Carey Show : 44 épisodes
- 1997 : Friends : 1 épisode
- 1997 : Men Behaving Badly : 1 épisode
- 1999 : The Norm Show : 4 épisodes
- 2000 : The Michael Richards Show : 1 épisode
- 2012 : Anger Management : 1 épisode

### Acteur
- 2000 : Shanghai Kid : le bras-droit du chef
- 2013 : Miss Dial : l'anglais au téléphone

### Animateur
- 1989-2015 : Les Simpson : concepteur des personnages (593 épisodes)
- 1990 : Do the Bartman : concepteur des personnages
- 2007 : Les Simpson, le film : concepteur des personnages